# Shuri-te

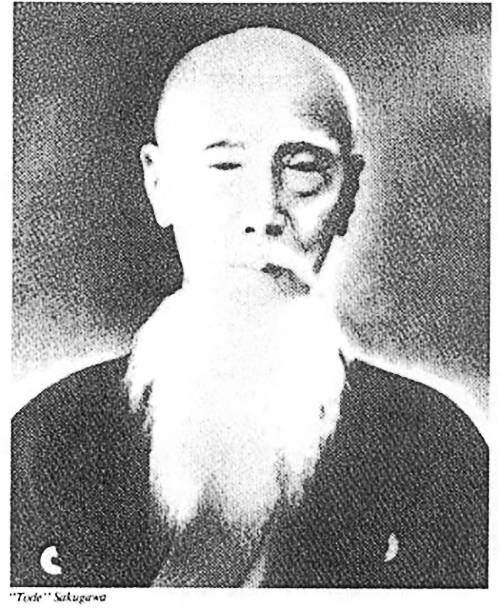
"Sakugawa Kanga"

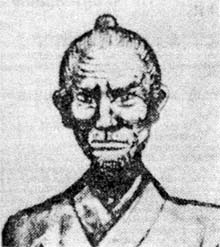
"Matsumura Sōkon"

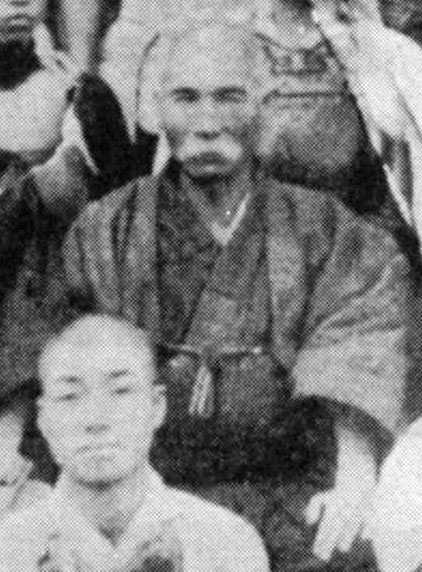
Ankō Itosu, “den moderna karatens fader”

Shuri-te (首里手) är det japanska namnet på en av de tre à fyra "ursprungliga" stilar av karate som utvecklades på Okinawa under påverkan av kinesisk kampkonst, wushu, på 1800-talet. Shuri-te har sitt namn efter staden Shuri på ögruppen Ryūkyūs huvudö, tidigare huvudstad i det historiska Kungariket Ryūkyū.

## Historik
Det var lokal "adel" i det kungliga slottet i Shuri som praktiserade Shuri-te. Den äldste kände, som kom att praktisera denna stil var Choken Shinjo, en medlem av kungliga hovet i slutet av 1500- och tidigt 1600-tal. 
Sedan kom Sakugawa Kanga (1733? -1815), även känd som "Sakugawa Tode" (Sakugawa Kinahanden). Han blev under 6 år lärjunge till buddhistmunken Peichin Takahara i Shure, en expert på primitiv Shuri-te. Sakugawa blev sedan under ytterligare 6 år genom  Kushanku,  en "militärattaché" från Kina, expert på Shaolin kung fu Kempo. Han gjorde själv flera resor till Kina för att fullända sin konst. 
Han har förädlatat Shuri-te åtskilligt genom att blanda in tekniker från Shaolin kung fu. Det var från Kushanku han lärde sig den avvaktande ställningen inför ett slag eller en blockering, med knytnäven vid revbenen, kallad hikite. 
Vid sin återkomst till Okinawa, blev han ansedd vara den största lokala experten på "kinesisk Kung fu", därav smeknamnet "Sakugawa Tode”. 
Sakugawas mest kända lärjunge var Matsumura Sōkon, som döpte om Shuri-te stilen, och gav den namnet  Shōrin-ryū.

### Framstående Shuri-te mästare från Okinawa

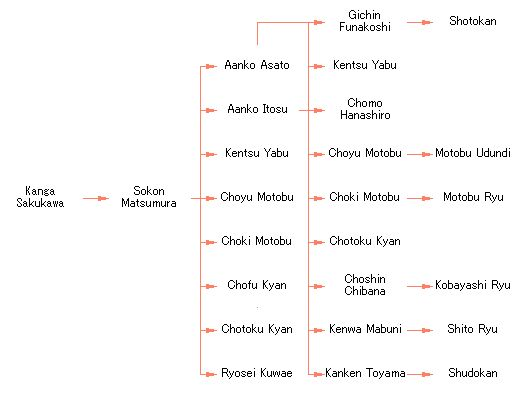
Shuri-te - genealogi

- Sakukawa Kanga
- Matsumura Sōkon
- Itosu Ankō
- Asato Ankō
- Motobu Chōyū
- Motobu Chōki
- Yabu Kentsū
- Hanashiro Chōmo
- Funakoshi Gichin
- Kyan Chōtoku
- Chibana Chōshin
- Mabuni Kenwa
- Tōyama Kanken
- Shimabuku Tatsuo

## Teknik
I Shuri-te tränar man med naturliga och låga ställningar, raka och kraftfulla tekniker, vilket skiljer sig från de andra grundstilarna Naha-te, Tomari-te och särskilt Uechi-te.

### Viktigakata
- Naihanchi
- Pinan serien
- Kūsankū
- Passai
- Jion
- Jitte
- Sōchin
- Chintō

### Moderna efterföljare
Senare stilar som utvecklats ur Shuri-te inbegriper Shōtōkan-ryū, Wadō-ryū, Shitō-ryū, Motobu-ryū, Shōrin-ryū, Shudokan, Keishinkan och Shōrinji-ryū.